# Jean Roch Isnard
Pour les articles homonymes, voir Isnard.
Jean Roch Isnard est un peintre français né à Arles le 16 août 1845 et mort dans la même ville le 11 novembre 1890.

## Biographie

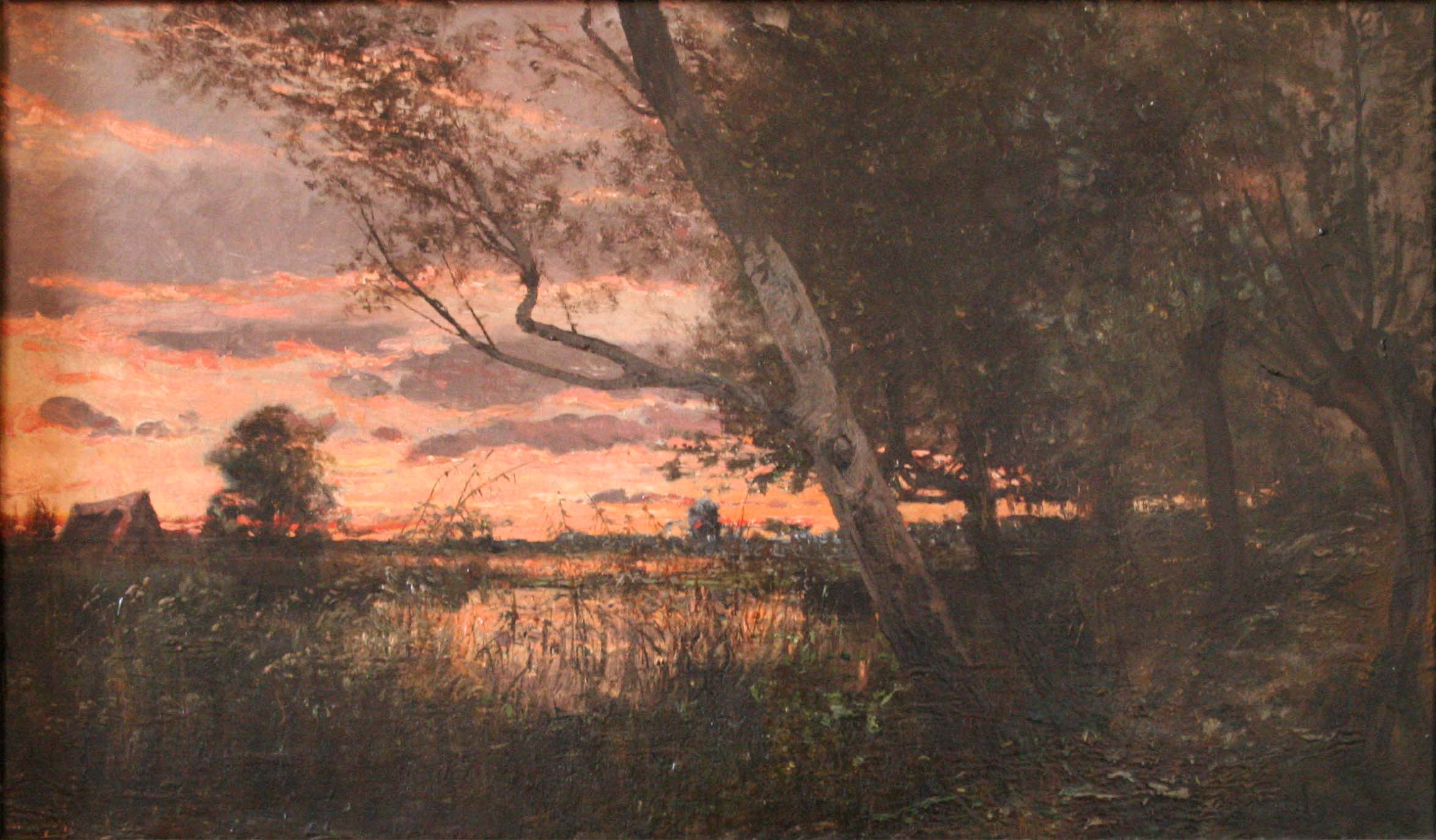
Le Soir en Camargue (1888), musée des Beaux-Arts de Béziers.

Issu d'une famille de commerçants arlésiens, Jean Roch Isnard développe un gout précoce pour la peinture. En 1854, la famille quitte Arles pour s'installer à Marseille. C'est à cette époque que Jean Roch Isnard devient l'ami d'Émile Fassin, avocat et futur historien arlésien. Il est alors l'élève d'Emmanuel Coulange-Lautec et expose ses premières toiles au Salon marseillais à partir de 1862 avec Paysage (1862) et Ruines de Montmajour (1863). Au cours de cette période, il s'adonne également à la décoration de cafés marseillais.
En 1865, la famille retourne à Arles. Une subvention de la Ville d'Arles lui permet d'être admis le 19 septembre 1866 à l'École des beaux-arts de Paris en qualité d'élève libre dans l'atelier de Jean-Léon Gérôme. En 1868, le conseil général des Bouches-du-Rhône accordera une aide complémentaire à celle de la Ville d'Arles. Il expose régulièrement au Salon : La Lavandière en 1869, Le Marchand de Santibelli et Les Platanes des Champs-Élysées à Arles en 1870.
En août 1870, Jean Roch Isnard quitte Paris pour Arles en espérant obtenir le poste de professeur de dessin laissé vacant à la suite du décès de son titulaire M. Dumas. Malgré plusieurs démarches, il n'obtiendra pas ce poste qui sera finalement attribué au sculpteur Marius Guillaume Dieudonné. Après cette déconvenue, il continue d'exposer à Paris : Les Dévideuses, Le Puits (1873). Il est primé en 1874 au concours Troyon organisé pour les artistes français de moins de 30 ans.
Le 24 janvier 1877, il épouse Marguerite Louise Grangeron. Le couple s'installe à Salon-de-Provence où il peint la fontaine moussue également, appelée grande fontaine, située à proximité du domicile du félibre Antoine Blaise Crousillat avec lequel il se lie d'une grande amitié. Il réalise le portrait de son ami et présente toujours des toiles au Salon de Paris : Les Alyscamps d'Arles (1878), Le Braconnier de la Camargue (1879). En mai 1880, Jean Roch Isnard et sa famille quittent Salon-de-Provence pour s'installer au hameau de Mas-Thibert de la ville d'Arles. En mai 1880, il présente Séparation de corps et de biens qui sera sa dernière participation au Salon parisien.
En 1880, il commence une série de correspondances avec Frédéric Mistral. Il adresse au poète un croquis représentant la rencontre de Vincent et Mireille d'après le poème Mirèio. En 1884, d'après ce même poème, il réalise une toile représentant Mireille conduisant Vincent chez la sorcière Taven. En mai 1884, il expose à Carcassonne : Cabane de pêcheur , Portrait de Mme X, Intérieur d'atelier.
En Juillet 1884, la famille Isnard s'installe à Béziers. Fin août 1884, il reçoit une commande de M. Forgues, architecte de la Compagnie des chemins de fer du Midi, pour la décoration des buffets des gares de Narbonne et de Cerbère. En 1866, il expose à Lyon Intérieur au Mas-Thibert et Premières fleurs. La même année, il remporte le concours des félibres de Paris avec La Farandole à Saint-Rémy.
En juin 1887, à l'exposition provençale qui s'ouvre à Aix-en-Provence pour la célébration du 4e centenaire de la réunion de la Provence à la France, il présente plusieurs toiles : Femmes à Arles, Impasse à Arles, Le Moine, Le Troubadour et Le Braconnier. Cette dernière œuvre est particulièrement remarquée et appréciée par la public et la critique. Au cours de l'année 1887, il effectue plusieurs séjours à Mas-Thibert pour préparer son retour définitif à Arles. Au Salon de Nîmes, il présente L'Hiver au hameau et Une roubine. Début 1889, il quitte Béziers pour s'installer à Mas-Thibert.
Jean Roch Isnard meurt subitement le 11 novembre 1890 à Arles dans sa maison du Mas-Thibert. Le 28 juillet 1891 naîtra Marie Louise Isnard, sa dernière fille. Jean Roch Isnard qui a essentiellement peint des intérieurs et des scènes de la vie quotidienne, eu toute sa vie l'amertume d'une carrière difficile du fait de l'indifférence de ses compatriotes.

## Œuvres dans les collections publiques
États-Unis

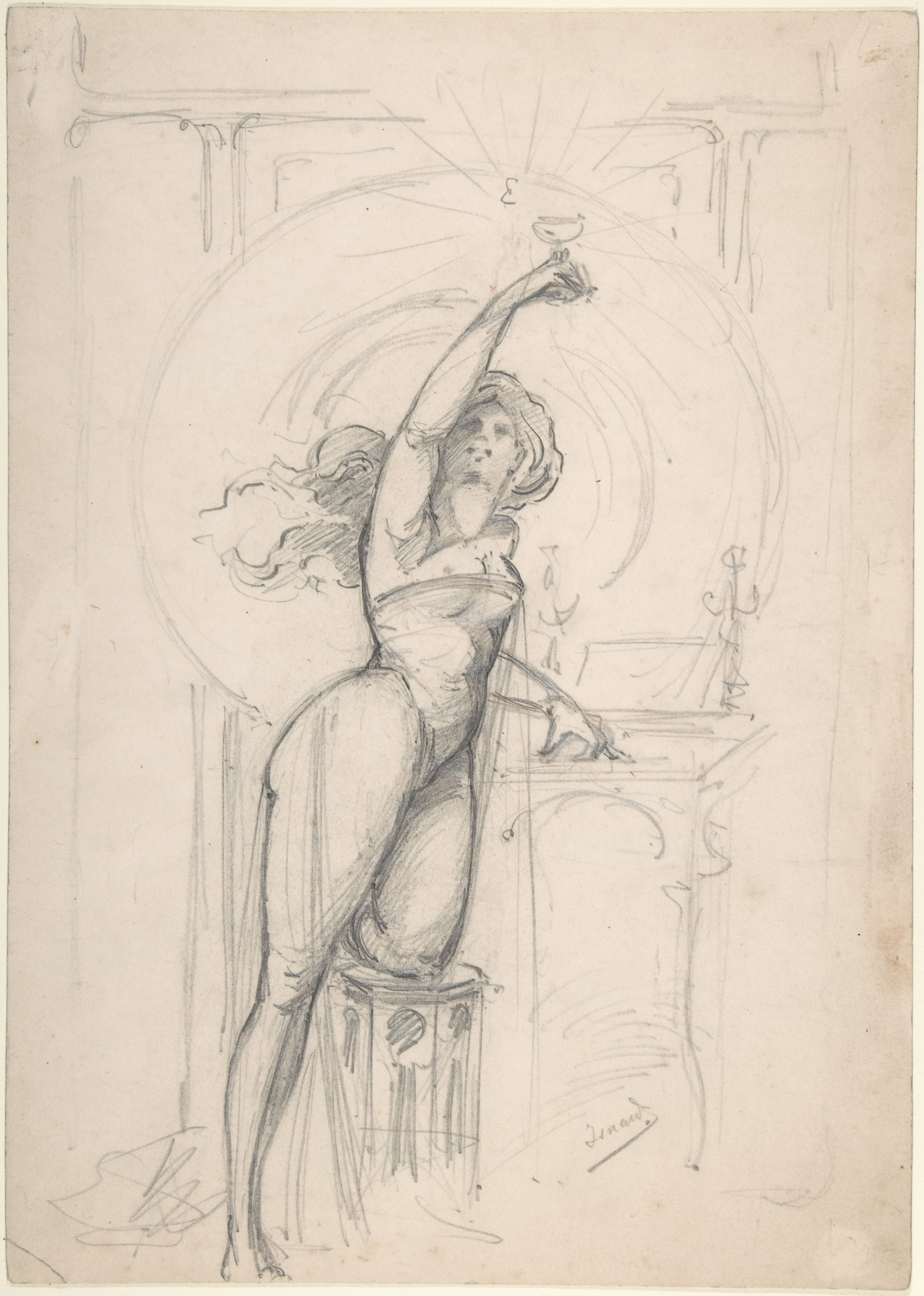
Dessin publicitaire pour un champagne (vers 1900), New York, Metropolitan Museum of Art.

- New York, Metropolitan Museum of Art : Dessin publicitaire pour un champagne, vers 1900, graphite sur papier.

France
- Arles :
  - museon Arlaten :
    - Un jour de procession à Arles, 1883 ;
    - Vieille dame au chapeau, 1871 ;
    - Vieille dame de profil, 1871 ;
    - Portrait d'arlésienne âgée, 1871 ;
    - Autoportrait, 1879 ;
    - Une rue d'Arles ;
    - Rue des Arènes ;

- -     - Mireille et Vincent, 1880.

  - musée Réattu : La Farandole à Saint-Rémy, 1886.
- Avignon, musée Calvet : Intérieur de braconnier.
- Béziers, musée des Beaux-Arts : Le Soir en Camargue, 1888.
- Maillane, musée Frédéric-Mistral : Arlésiennes, 1885.
- Saint-Rémy-de-Provence, musée des Alpilles : La Chapelle Notre-Dame-de-Pitié à Saint-Rémy-de-Provence.